# Kyrie
Kyrie je vokativ (5. pád) řeckého slova κύριος (kyrios – pán). Kyrie je označení krátké litanie otevírající mši: Kyrie eleison (Pane, smiluj se). V antice šlo o oslavné zvolání určené panovníkovi nebo některému z bohů; rané křesťanství je převzalo jako aklamaci a vyznání Krista, později se jeho tři části chápaly i jako postupné oslovení tří osob Nejsvětější Trojice. Kyrie je též první částí často zhudebňovaného mešního ordinária. Zatímco podle správné řecké výslovnosti má tato věta sedm slabik „ky-ri-e e-le-i-son“ (ve starořečtině ... e-le-é-son), při zpěvu se často používá šest slabik „ky-ri-e e-lei-son“ nebo dokonce i slabik pět „ky-rie-e-lei-son“. Celá modlitba zní:
řecký text:

Κύριε ἐλέησον. Χριστὲ ἐλέησον. Κύριε ἐλέησον.

přepis do latinky:

Kyrie eleison. Christe eleison. Kyrie eleison.

český překlad:

Pane, smiluj se. Kriste, smiluj se. Pane, smiluj se.

Ve středověku byla v češtině tato řecká fráze zkomolena do slova krleš, pravděpodobně přes německou zkomoleninu Kyrieleis.